# إلياس تاغلمينت
إلياس تاغلمينت (8 أبريل 1989 في فرنسا - ) هو لاعب كرة قدم جزائري في مركز الوسط. لعب مع اتحاد الجزائر وAthlético Marseille ‏ ومارينيان جينياك كوت بلو ‏.

## روابط خارجية
- إلياس تاغلمينت على موقع قاعدة بيانات كرة القدم.إي يو (الإنجليزية)